# 魚住咲恵
魚住 咲恵（うおずみ さきえ、1981年〈昭和56年〉8月10日 - ）は、日本のフリーアナウンサー。元岡山放送（OHK）アナウンサー。

## 来歴
東京都国立市出身。品川女子学院中等部・高等部、日本女子大学人間社会学部卒業。

### 学生時代
小学3年生まで兵庫県に住んでいたが、その後千葉県、神奈川県横浜市の小学校に転校した。

### 岡山放送に入社
2004年に入社。同期入社は元静岡放送アナウンサーの小沼みのり（2021年3月いっぱいで退社）。
岡山県・香川県地区の地上デジタル放送推進大使のOHK初代代表だった。後任は後輩の深津瑠美アナに引き継いでいたが、2010年1月に退社したため、3代目として高橋圭子アナに引き継がれた。
『ニョッキン7』の司会を5年間担当し、2010年3月19日放送分をもって卒業。また同様に担当していた『温★時間』も卒業し、3月31日をもってOHKを退社した。

### フリーアナウンサーに転身
2010年7月よりオスカープロモーションに所属し、活動を再開する。9月には『ニョッキン7』での経験が縁となって、岡山県観光連盟から「岡山観光特使」に任命された。
毎年2月（2015年は3月
）に浅草公会堂で行われる『きものクイーンコンテスト』では2011年（2月19日開催）から毎年連続で司会を務めていた。
2013年4月1日から1年間、TOKYO MX平日朝7時台の『TOKYO MX NEWS朝刊版』のキャスターを、元テレビ愛媛アナウンサーの村上幸司とコンビで務めた。首都圏においては、かつてOHK在籍時に中継リポーターを担当していた『めざましテレビ』と放送時間が重なっていた。2014年4月1日からは昼の時間帯のニュースを担当して、2015年9月30日まで勤めた。
2015年10月26日、少し前に2歳下の一般男性と結婚したこと、夫の仕事の関係で香港で暮らしていることをブログで報告。
2016年9月25日、第1子の男児を出産。
2017年6月、香港から日本へ引っ越しをしたことをブログで報告。
2018年6月15日、第2子の男児（2880g）を出産。

## 人物

### 趣味
- 旅行[12]、マラソン[12]、スポーツ観戦[12]

### 特技
- プラス思考[12]
- どこでも寝られること[12]

### 資格
- アクアアドバイザー（水のソムリエ）[12]
- 漢字検定2級[12]
- ティーコンシェルジュ2級[12]

### 家族
- 夫は岐阜県出身[21]。
- 父[17]、母[22]、3歳下の弟がいる[19][23]。両親は徳島県出身[24]。

## マラソンランナーとして
| 年度   | 時間          | 参照リンク |
| ------ | ------------- | ---------- |
| 2012年 | 4時間29分31秒 |            |
| 2013年 | 3時間40分57秒 | [ 25 ]     |
| 2014年 | 3時間30分05秒 | [ 26 ]     |
| 2015年 | 3時間25分49秒 | [ 27 ]     |

趣味はマラソン。OHK在籍時、ダイエット目的からマラソンに目覚めたことが、始めたきっかけである。1日に約10km、週に約60kmを走るという。2012年より東京マラソンに連続出場しており、2013年の同大会では自己記録タイムを1時間近く更新、3時間40分57秒でフィニッシュ。以後も自己記録タイムを年々更新し続けている（右表参照）。また2014年1月19日のサンスポ千葉マリンマラソンでは、一般ハーフ女子の部に出場し1時間50分46秒で完走。2015年1月18日の同大会では1時間50分03秒でフィニッシュしている。

## 担当番組

### 岡山放送在籍時
- FNNスピーク（2009年7月20日～7月24日、島田彩夏の代理）
- ニョッキン7（2005年4月 - 2010年3月、2代目ナビゲーター）
- めざましテレビ（岡山・香川担当リポーター）
- OHKスピーク
- OHKフラッシュニュース（稀に担当する事がある）
- OHKてれび時評
- めざましテレビ公認 わがまま!気まま!旅気分（BSフジでも放送）
- 温★時間（司会）

### フリーアナウンサー転向後
- いいものα:準レギュラー(フジテレビ)(2010年9月-2012年3月)
- DJモノフェスタ:準レギュラー(フジテレビ系列)(2011年1月-)
- ニョッキン7+th:10周年SPゲスト(岡山放送)(2011年1月2・14日)
- うちのわんこ:Deco(デコ)の犬がよろこぶHappy!Healthy!手作りごはん料理コーナーアシスタント(BSフジ)(2011年1月-2011年3月)
- RSKイブニング5時:月1レギュラー(山陽放送)(2011年11月-2016年3月)
- チャレンジランニング →西谷綾子のランドリ! Run & Dream:レギュラー(TOKYO MX)(2012年2月-2012年3月)
- なるほど!ホームドクター:レポーター準レギュラー(BS-TBS)(2012年)
- TOKYO MX NEWS:平日朝7時メインキャスター(TOKYO MX)(2013年4月1日-2014年3月31日)
- TOKYO MX NEWS:午前中スポット枠昼のニュース(TOKYO MX)(2014年4月1日-2015年9月30日)
  - 「TOKYO MX NEWS」内のコーナー「美術館へ行こう」も担当。
- 東京ホンマもん教室:アシスタント (TOKYO MX)(2024年4月13日-現在)[31][32]

## その他出演

### テレビドラマ
- 月曜ゴールデン 警視庁南平班〜七人の刑事〜5（TBS、2012年7月2日） - ニュースのアナウンサー役
- 金曜プレステージ 所轄刑事8（フジテレビ、2013年1月18日） - アナウンサー役
- 水曜ミステリー9 落としの鬼 刑事 澤千夏～黄金レシピの女～（テレビ東京、2013年12月11日） - リポーター役
- 赤と黒のゲキジョー ヤバい検事 矢場健〜ヤバケンの暴走捜査〜4（フジテレビ、2014年11月14日） - リポーター役
- 月曜ゴールデン 北海道警察4（TBS、2015年9月21日） - 街頭ビジョンのニュースの声役

### 映画
- 劇場版 仮面ライダージオウ Over Quartzer（東映、2019年7月26日） - アナウンサー 役

### CM
- 魚住咲恵の住まいるGAS!（岡山ガス、2012年4月 - ）
- 松竹梅「天」パウチパック（宝酒造）2012年秋冬篇 - 渡哲也と共演。
- クルードスパゲティ式めん（岡山インスタント麺、2015年5月 - ）
- ローカル不動産屋（アルファプラス、2018年10月 - 岡山・香川両県の共用地デシ放送）

### イベントMC
- 製薬協スペシャル「くすりのはてな？岡山スクール」（2008年9月27日）[33]
- きものクイーンコンテスト（浅草公会堂） - 2011年から5年連続で司会を担当
- 第1回全日本美声女コンテスト（六本木ニコファーレ、2014年1月26日）
- 第14回全日本国民的美少女コンテスト（グランドプリンスホテル新高輪、2014年8月5日） - トークショー担当